# Żółwinka podziemna
Żółwinka podziemna, australijska żaba żółwiowa (Myobatrachus gouldii) – gatunek płaza bezogonowego z rodziny żółwinkowatych (Myobatrachidae), jedyny przedstawiciel rodzaju Myobatrachus. Występuje endemicznie w południowo-zachodniej Australii. Ma nietypowy wygląd – głowa jest bardzo mała, a ciało przypomina żółwia bez skorupy. Zasiedla tereny leśne i gęste zarośla, w których dużą ilość czasu spędza zagrzebany w piaszczystej glebie. Rozmnaża się w rzadko spotykany u płazów bezogonowych sposób, gdyż rozród jest wyłącznie naziemny, brak również postaci larwalnej (kijanki). Gatunek najmniejszej troski (LC) w związku z szerokim zasięgiem występowania i dużą populacją.

## Wygląd i informacje ogólne
Epitet gatunkowy pochodzi od nazwiska angielskiego ornitologa, Johna Goulda. Gatunek ten cechuje się bardzo nietypowym dla płazów bezogonowych wyglądem – ciało przypomina małego żółwia pozbawionego skorupy. Dorasta do 5 cm długości. Głowa bardzo mała, oczy zredukowane, w przeciwieństwie do większości gatunków płazów bezogonowych głowa jest wyraźnie oddzielona od reszty ciała. Kończyny krótkie, lecz umięśnione, szczególnie kończyny przednie. Grzbiet przybiera barwę od różowej przez jednolicie jasną do ciemnobrązowej.

## Zasięg występowania, siedliska i zachowania
Endemit. Występuje w południowo-zachodniej Australii na wysokościach bezwzględnych 0–600 m n.p.m. Zasięg występowania wynosi około 111 800 km². Północną granicę jego występowania wyznacza miasto Geraldton, a południowo-wschodnią rzeka Fitzgerald. M. gouldii zasiedla tereny leśne i gęste zarośla, dużo czasu spędza zagrzebany pod pniami i kamieniami w miękkiej piaszczystej glebie. Gatunek ten zakopuje się w glebie, używając metody głowa najpierw (spotykanej jedynie u 5% kopiących gatunków płazów) – głowa jest zgięta w dół, jednocześnie kręgosłup pozostaje prosty, ziemia wybierana jest poprzez okrężne ruchy przednich kończyn, przypominające pływanie żabką. Płaz dokopuje się do wnętrza termitier w celu pożywienia się jej mieszkańcami (termitami).

## Rozmnażanie i rozwój
Samce rozpoczynają nawoływanie w okresie letnim po intensywnych opadach deszczu. Samce nawołują z powierzchni gleby lub zakopane z głową wystającą ponad powierzchnię gleby. Samica składa do 50 dużych jaj o średnicy 7,5 mm w norze znajdującej się 1–1,2 m pod ziemią. Brak postaci larwalnej – rozród jest całkowicie naziemny, zarodek rozwija się w kapsułce jajowej. Z jaja wykluwa się mały, ale całkowicie rozwinięty osobnik przypominający z wyglądu postać dorosłą.

## Status
Gatunek najmniejszej troski (LC) w związku z szerokim zasięgiem występowania, dużą populacją oraz stabilnym rozmiarem populacji. Występuje na obszarach charakteryzujących się małym stopniem ingerencji ludzkiej.